# Мала Градуса
Мала Градуса (хорв. Mala Gradusa) — населений пункт у Хорватії, у Сисацько-Мославинській жупанії у складі громади Суня.

## Населення
Населення за даними перепису 2011 року становило 20 осіб.
Динаміка чисельності населення поселення:

## Клімат
Середня річна температура становить 10,91 °C, середня максимальна – 25,26 °C, а середня мінімальна – -5,93 °C. Середня річна кількість опадів – 983 мм.
| Клімат поселення                              | Клімат поселення | Клімат поселення | Клімат поселення | Клімат поселення | Клімат поселення | Клімат поселення | Клімат поселення | Клімат поселення | Клімат поселення | Клімат поселення | Клімат поселення | Клімат поселення | Клімат поселення |
| Показник                                      | Січ.             | Лют.             | Бер.             | Квіт.            | Трав.            | Черв.            | Лип.             | Серп.            | Вер.             | Жовт.            | Лист.            | Груд.            |                  |
| Середній максимум, °C                         | 7,24             | 9,06             | 13,36            | 17,62            | 22,07            | 25,26            | 24,04            | 23,38            | 19,82            | 15,06            | 9,75             | 5,46             |                  |
| Середня температура, °C                       | 0,66             | 2,47             | 6,78             | 11,04            | 15,49            | 18,68            | 20,43            | 19,77            | 16,20            | 11,42            | 6,14             | 1,84             |                  |
| Середній мінімум, °C                          | −5,93            | −4,11            | 0,18             | 4,44             | 8,92             | 12,11            | 16,81            | 16,15            | 12,59            | 7,80             | 2,53             | −1,78            |                  |
| Норма опадів, мм                              | 61               | 59               | 69               | 83               | 86               | 97               | 88               | 89               | 87               | 90               | 97               | 77               |                  |
| Середньомісячна швидкість вітру, м/с          | 1.70             | 1.89             | 2.29             | 2.19             | 2.00             | 1.80             | 1.80             | 1.65             | 1.64             | 1.70             | 1.76             | 1.77             |                  |
| Середньомісячна сонячна радіація, кДж/м²·день | 4328             | 7082             | 10789            | 15222            | 19455            | 21471            | 22755            | 19764            | 14653            | 9140             | 4870             | 3560             |                  |
| --------------------------------------------- | ---------------- | ---------------- | ---------------- | ---------------- | ---------------- | ---------------- | ---------------- | ---------------- | ---------------- | ---------------- | ---------------- | ---------------- | ---------------- |
| Джерело:                                      |                  |                  |                  |                  |                  |                  |                  |                  |                  |                  |                  |                  |                  |